# Seznam vojaških kratic na K
To je seznam vojaških kratic, ki se prično s črko K.

## Seznam
- K.
- Kav.
- KBV SV je slovenska vojaška kratica, ki označuje Klub borilnih veščin Slovenske vojske.
- Kdo.
- Kdr.
- Kdt.
- Kdtr.
- KG
- KIA (angleško Killed in Action) je kratica, ki označuje Padel(a/i) v akciji.
- Kmp.
- KOG (srbohrvaško Kontraobaveštajna grupa) označuje Protiobveščevalna skupina.
- Kol.
- KOS (srbohrvaško Kontraobaveštajna služba) označuje Protiobveščevalna služba.
- KOV - glej KoV.
- KoV je slovenska vojaška kratica, ki označuje Kopenska vojska.
- Kp.
- Kr.
- Krad.
- Kradsch.
- Krgf.
- Krgs.
- Krgs.Ber.
- KRK
- KSLO označuje Koncept splošne ljudske obrambe.
- KTL
- Kw.
- KwK.
- K.d.N.
- K.R.